# Pasacables

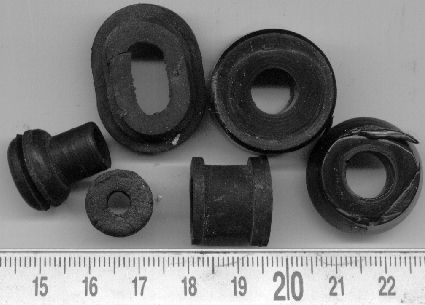
Pasa-cables de goma

Un pasacables es un tubo o anillo por el que, en la mayoría de los casos, se pasa un cable eléctrico. Se hacen generalmente de caucho o de metal.
El 'pasacables se suele insertar en agujeros practicados en ciertos materiales con la finalidad de proteger, mejorar la fricción o sellar los cables que pasan por él, de un posible ataque mecánico o químico.

## Pasacables decorativos para muebles
Los pasacables se utilizan en muebles para proteger y ordenar los hilos o cables eléctricos para ordenadores u otros equipos electrónicos en hogares u oficinas. Se utilizan al mismo tiempo de forma decorativa como embellecedores de los muebles y así se pueden comprar en una gran variedad de tamaños, colores y acabados.
Los pasacables generalmente constan de dos piezas: un forro que entra en el agujero de los muebles y una tapa con un agujero (con frecuencia de tamaño ajustable) para pasar los cables .
Cuando no hay necesidad de utilizarlos se puede cerrar el agujero o bien girando una pieza 90° contra la otra o mediante la inserción de una pieza de plástico adicional diseñada para ese propósito.

## Goma tándem
Una goma tándem es un tipo de pasacables hecho de un material elástico (normalmente caucho), con unas molduras que la mantienen en su lugar, de manera que ayude a absorber las vibraciones, por ejemplo, entre un tándem de radio y el chasis o entre un micrófono y su trípode, manteniendo los dos componentes "flotantes" desconectados mecánicamente el uno del otro, para evitar un tipo de acoplamiento denominado microfonismo.